# Droupt-Sainte-Marie
Droupt-Sainte-Marie è un comune francese di 242 abitanti situato nel dipartimento dell'Aube nella regione del Grand Est.

## Società

### Evoluzione demografica
Abitanti censiti